# Karl-Heinz Schlarp
Karl-Heinz Schlarp (* 11. Januar 1941 in Danzig) ist ein deutscher Historiker.

## Leben
Nach der Promotion am 1971 zum Dr. phil. an der Universität Hamburg und der Habilitation in Hamburg war er dort von 1984 bis 1994 Professor (§ 17 HmbHG) für Moderne Osteuropäische Geschichte (Angestellter in der Funktion eines Akademischen Oberrates). An die TU Dresden 1994 wurde er als Professor berufen.

## Schriften (Auswahl)
- Ursachen und Entstehung des Ersten Weltkrieges im Lichte der sowjetischen Geschichtsschreibung (= Darstellungen zur auswärtigen Politik. Band 10). Kohlhammer, Stuttgart 1971, OCLC 491166990 (zugleich Dissertation, Hamburg 1971).
- Wirtschaft und Besatzung in Serbien 1941–1944. Ein Beitrag zur nationalsozialistischen Wirtschaftspolitik in Südosteuropa (= Quellen und Studien zur Geschichte des östlichen Europa. Band 25). Steiner, Stuttgart 1986, ISBN 3-515-04401-9 (zugleich Habilitationsschrift, Hamburg 1983).
- als Herausgeber mit Josip Furkes: Jugoslawien. Ein Staat zerfällt. Der Balkan – Europas Pulverfaß (= rororo aktuell. Band 13074). Rowohlt-Taschenbuch-Verlag, Reinbek bei Hamburg, 1991, ISBN 3-499-13074-2.
- Zwischen Konfrontation und Kooperation. Die Anfangsjahre der deutsch-sowjetischen Wirtschaftsbeziehungen in der Ära Adenauer (= Osteuropa. Geschichte, Wirtschaft, Politik. Band 28). Lit, Münster/Hamburg 2000, ISBN 3-8258-5055-2.